# Superhuman
Superhuman ist ein Lied des US-amerikanischen Musikers Chris Brown, bei dem die R&B-Sängerin Keri Hilson als Gastmusikerin in Erscheinung tritt. Der Titel wurde am 25. Oktober 2008 als sechste und letzte Auskopplung aus Browns zweitem Studioalbum Exclusive veröffentlicht, befindet sich allerdings nur auf der „Exclusive: The Forever Edition“. Es stieg nicht in die Billboard Hot 100 ein, womit es das erste Lied Browns ist, welches keine offizielle, genreübergreifende Chartplatzierung in den USA erlangte.

## Hintergrund und Musikvideo
Das Lied wurde von Warren Felder und James Fauntleroy geschrieben, wobei Felder unter seinem Künstlernamen Oak auch als Produzent fungierte. Aufgenommen wurde es in den Studios The Underlab in Los Angeles, Kalifornien.
Keri Hilson und Brown hatten bereits zu Zeiten von Browns Debütalbum Chris Brown zusammengearbeitet, als Hilson das Lied „Young Love“ für Brown schrieb. 2011 erschien zudem der Titel One Night Stand als dritte Auskopplung aus Hilsons zweitem Studioalbum No Boys Allowed. Bereits 2009 hatte Brown außerdem einen Gastauftritt in dem Musikvideo „Slow Dance“, einer Single aus Hilsons erstem Album.
Bei dem Musikvideo führte Erik White zusammen mit Brown selbst Regie. Gedreht wurde dieses in Charlotte im US-Bundesstaat North Carolina. Der Dreh war die siebte Zusammenarbeit von Brown und White. Keri Hilson ist ebenfalls im Clip zu sehen.

## Erfolg
„Superhuman“ erreichte im Vereinigten Königreich Platz 32 der offiziellen Charts, in Deutschland stieg es nicht in die Hitlisten ein. Auch in den Billboard Hot 100 erlangte das Lied keine Platzierung, was bisher bei keiner anderen Single Browns der Fall war. Während es in den Hot R&B/Hip-Hop Songs ebenfalls nicht in die Charts einstieg, erreichte es doch andere Platzierungen in genrebestimmten Hitlisten der USA, wie zum Beispiel in den Bubbling Under Hot 100 Singles.

## Mitwirkende Personen
Quelle: Album-Booklet
- Gesang – Chris Brown, Keri Hilson
- Songwriter – Warren Felder, James Fauntleroy
- Musikproduzent – Oak (Warren Felder)
- Aufnahme – Andrew Hey, Dabling Harward (The Underlab, Los Angeles)
- Abmischung – Harvey Mason Jr.